# Zvěstov (zámek)
Zvěstov je zámek ve stejnojmenné vesnici jihozápadně od Vlašimi v okrese Benešov ve Středočeském kraji. Předcházela mu středověká tvrz, na které od čtrnáctého století sídlili zvěstovští vladykové. V následujících staletích byla tvrz přestavěna na zámek v renesančním slohu a v jeho držení se vystřídalo mnoho majitelů. Během druhé poloviny dvacátého století zámek zchátral a částečně se proměnil ve zříceninu, která je chráněna jako kulturní památka.

## Historie
Předchůdcem zámku bývala tvrz, na které podle Augusta Sedláčka ve čtrnáctém století sídlili zvěstovští vladykové. Prvním z nich byl Mareš ze Zvěstova připomínaný roku 1359, kdy měl část podacího práva ke kostelu svatého Petra a Pavla ve Šlapánově. Ve stejné době používal přídomek ze Zvěstova také Anzelm. Podle Tomáše Šimka pochází první písemná zmínka o Zvěstově až z roku 1383, kdy vesnici vlastnil Mareš ze Zvěstova. Dalším majitelem vsi s tvrzí měl být Ondřej Roháč z Libuně, který roku 1382 koupil vsi Zbizuby, Podveky a Lštění. O deset let později vykonával podací právo ke kostelu Nanebevzetí Panny Marie ve Hrobech.
Z roku 1419 pochází zmínka o Přibíkovi ze Zvěstova, ale z následujících husitských válek se žádné zprávy nedochovaly. Vlastníkem tvrze se v té době stal Jindřich z Kralovic, který s oženil s jakousi Markétou a roku 1443 jí věnoval věno na zvěstovské tvrzi. Jako vlastník následoval Zikmund ze Sněžného, po jehož smrti se statek stal odúmrtí a král Ladislav Pohrobek jej roku 1457 věnoval Jetřichovi z Leskovce. Cena statku byla odhadnuta na tři sta kop grošů, ale nebylo do ní započítáno dvě stě kop paní Barbory, snad vdovy po Zikmundovi, která ve tvrzi bydlela.
Roku 1509 na tvrzi sídlil Jindřich Škopek z Bílých Otradovic a v tituláři z roku 1534 se objevuje Beneš Škopek z Otradovic seděním na Zvěstově. Jindřichova manželka Hedvika z Hořiněvsi před rokem 1541 prodala tvrz Zvěstov se vsí, pusté tvrze Šlapánov, Hlohov a Otradovice s příslušnými vesnicemi Janu Vidlákovi Radimskému ze Slavkova. Jan Vidlák zemřel před rokem 1541 a statek po něm spravovala vdova Kateřina z Kravska. Janův syn Kuneš spojil Zvěstov s Neustupovem a roku 1563 celé panství odkázal dcerám Evě a Anně Kunce, jejichž poručnicí se stala vdova Alžběta z Malovic.
Eva Radimská ze Slavkova, provdaná Kaplířová, převzala správu Zvěstova v roce 1586. Sídlila však v Neustupově nebo Miličíně, ale patřil jí také Šebířov. Roku 1603 od ní Zvěstov a Šebířov koupila Marie Kateřina Skuhrovská z Talmberka na Louňovicích. Marie Kateřina zemřela roku 1614 a odkázala zvěstovskou tvrz Oldřichu Skuhrovskému ze Skuhrova, zatímco tvrz v Šebířově dostala její dcera Barbora. Po Oldřichovi Louňovice zdědil jeho syn Oldřich Sezima ze Skuhrova. Jeho dcery se 11. listopadu 1652 rozdělily o dědictví po otci, přičemž Ludmila dostala Louňovice, zatímco Alžbětě Kateřině ze Skuhrova připadly Zvěstov a Libouň. Oba statky prodala Janu Kryštofovi Malovcovi z Malovic a na Kameni.
Jan Kryštof Malovec byl vlastníkem Zvěstova až do své smrti dne 20. července 1677. Vdova Marie Veronika Malovcová, rozená Švihovská z Rýzmberka, se pak stala poručnicí nezletilých dětí. K rozdělení dědictví došlo 22. července 1690. Zvěstov připadl Antonínu Bernardovi Malovcovi, zatímco jeho bratr Václav František Malovec dostal Libouň. Antonín Bernard zemřel 19. listopadu 1706 a pohřben byl ve šlapánovském kostele. Jeho synové Jan, Kryštof a František roku 1719 Zvěstov prodali vdově Kateřině Dohalské z Dohalic, rozené Talackové z Ještědic. Tvrz byla při té příležitosti popsaná jako „od kamene vystavená, dosti prostranná, při ní sýpky obilní o trojích půdách a pivovar“.
Další majitelé Zvěstova se často střídali. Došlo také k zadlužení panství a roku 1755 byl pro věřitele Jana Karviňského sepsán popis, podle kterého měla tvrz v přízemí klenutou předsíň, kuchyň s lokajnou, kvelb, spilku a klenuté stáje. V patře byly kromě chodby čtyři pokoje s komorou, tabulnice s malou kaplí a další komora. Ve druhém patře se nacházely tři pokoje, velký pokoj a sál. Ve věži byly umístěny bicí hodiny, ale celý objekt byl zchátralý.
Další popis pochází z roku 1813, kdy se v zámku nacházelo devět pokojů v dobrém stavu a čtyři pokoje ve špatném. K budově přiléhala okrasná zahrada a dva ovocné sady. O něco dál stál pivovar. Od roku 1820 zámek vlastnil Jan Wolf, který realizoval řadu stavebních úprav, při nichž byl propojen areál zámku s pivovarem, ale k úpravám druhého patra už nedošlo. Roku 1842 se Zvěstov se šesti vesnicemi stal majetkem Tomáše Málka a jeho dědicům patřil do roku 1913, kdy statek získala rodina Jarošů. Od roku 1948 budova patřila státu. Údržba objektu byla zanedbávána už na konci devatenáctého století, a od šedesátých let dvacátého století budova neměla žádné využití a chátrala.
V roce 2020 začala rekonstrukce zámku. Během této rekonstrukce v roce 2025 našli časovou schránku s mimo jiné fotografií bývalého majitele Antonína Nachlingera. V roce 2026 by měl být zámek částečné zpřístupněn.

## Stavební podoba

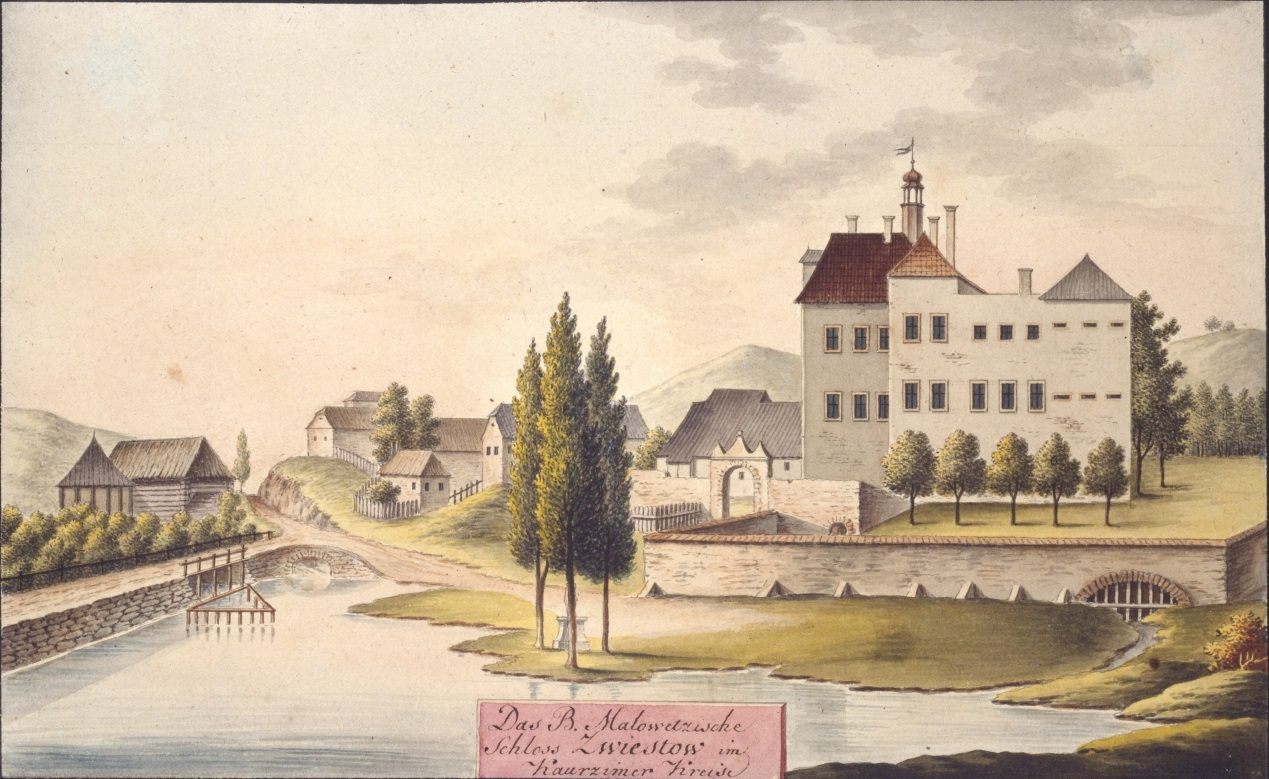
Zvěstov na obrazu Jana Antonína Venuta

Středověká tvrz se dochovala ve zdivu jihozápadní části zámku. Jeho budova má dvě křídla a tři podlaží. Západním křídlem vedl průjezd do dvora. Střecha bývala valbová, ale částečně se zřítila a byla nahrazena provizorní střešní krytinou. Hladké omítky na fasádách téměř zanikly a odkryly tak velké plochy sgrafitových omítek.